# Авария Ту-154 под Дубенцом
Авария Ту-154 под Дубенцом (также известная как Сигаретный рейс) — авиационная авария, произошедшая в субботу 17 ноября 1990 года. Пассажирский самолёт Ту-154М предприятия «Аэрофлот» выполнял грузовой рейс по маршруту Базель—Москва (перевозил груз сигарет), но через час после взлёта на его борту возник пожар. Экипаж снизил самолёт и совершил вынужденную посадку на поле около деревни Дубенец в районе Трутнов (Чехословакия). В результате аварии самолёт разрушился и сгорел, но никто из находившихся на его борту 6 членов экипажа не погиб.

## Самолёт
Ту-154М (регистрационный номер СССР-85664, заводской 89A818, серийный 0818) был выпущен Куйбышевским авиационным заводом (КуАПО) в сентябре 1989 года. 11 октября того же года был передан Министерству гражданской авиации СССР, которое направило его в Центральное управление международного воздушного сообщения авиакомпании «Аэрофлот». Оснащён тремя турбореактивными двигателями Д-30КУ-154-II Рыбинского моторостроительного завода.

## Экипаж
- Командир воздушного судна (КВС) — Виктор Васильевич Столяров.
- Второй пилот — Сергей Осипов.
- Штурман — Рашид Альмешев.
- Бортинженер — Владимир Андреевич Ильин.
- Бортоператор — Сергей Ильяшенко.
- КВС-проверяющий — Леонид Дмитриевич Хайко (заместитель командира эскадрильи, сидел на месте бортрадиста).

## Хронология событий

### Предшествующие обстоятельства
Ту-154М борт СССР-85664 предстояло выполнить грузовой рейс из Базеля в Москву. Из-за отсутствия грузовых самолётов авиакомпании «Аэрофлот» в аэропорту Базеля был взят обычный пассажирский авиалайнер. В Базеле на борт лайнера было загружено порядка 18 тонн мелкогабаритного груза — 1217 коробок сигарет «Winston», все они были размещены между сиденьями, в проходах и даже в кухне, расположенной в центральной части. Из-за такого расположения груза экипаж не мог в случае необходимости попасть в хвостовую часть фюзеляжа. Около 14:00 борт СССР-85664 вылетел из Базеля и после набора высоты занял эшелон FL330 (10 050 метров); через 30 минут после взлёта лайнер вошёл в воздушное пространство Чехословакии.

### Пожар на борту
Через час после взлёта самолёт подходил к воздушному пространству Польши, когда в 15:08 бортоператор доложил: Дым в салонах; но сигнализация о пожаре при этом не срабатывала. Прибежавший в салон КВС-проверяющий убедился в наличии задымления, при этом дым шёл из плафонов освещения и из вентиляционных отверстий. Подозревая возгорание электропроводки, экипаж отключил систему вентиляции и обесточил салоны. Далее пилоты связались с аэропортом Праги, до которого было примерно 100 километров, и запросили вынужденную посадку. Диспетчер дал им указание выполнить правый разворот и заходить на посадку с прямой на ВПП № 25 (в настоящее время — № 24).
КВС-проверяющий дал указание пилотам приступать к экстренному снижению, а сам с бортоператором предпринял попытку погасить пожар. Однако пилоты из-за стресса приступили не к аварийному, а к нормальному снижению с вертикальной скоростью 10 м/с (вместо 60-70 м/с). Тем временем, КВС-проверяющий и бортоператор попытались устранить пожар путём разрядки огнетушителей в вентиляционные отверстия, но это не помогло и задымление продолжало усиливаться; у них в итоге возникло предположение, что горит либо двигатель № 2, либо хвостовой технический отсек. Борт СССР-85664 был на высоте 7000 метров, когда КВС-проверяющий вернулся в кабину и, увидев, что пилоты выполняют нормальное снижение, приказал им приступить к аварийному снижению. Бортинженер доложил: Горят все сигналы о неисправности всех двигателей, но температура и обороты в норме, что делать?. Подозревая пожар двигателя № 2 (хвостового), КВС-проверяющий дал ему указание: Выключи второй, а первый и третий не трогай.
В процессе аварийного снижения (через 5 минут с момента первого сообщения о пожаре) дым начал проникать в кабину пилотов и быстро заполнил её, чем дезориентировал экипаж. Была предпринята попытка проветрить кабину путём открытия форточек, но так как из-за пожара самолёт был уже разгерметизирован, форточки открылись довольно легко, и проветривания помогали хоть ненадолго увидеть приборную панель. Также экипаж надел кислородные маски, но в стрессовой ситуации забыл переключить микрофоны в положение «Маска», из-за чего теперь авиадиспетчер не слышал докладов с самолёта, а сами члены экипажа с трудом общались между собой; помимо этого, штурман забыл включить сигнал бедствия.
Курс самолёта в начале снижения составлял 170°, а затем дошёл до 255°, приборная скорость снизилась с 460 до 430 км/ч. Примерно в 15:17 на высоте 2700 метров лайнер попал в просвет между облаков, что позволило пилотам увидеть землю и сориентироваться, а на высоте 2000 метров лайнер попал в ещё один слой облачности. В 15:19 борт СССР-85664 находился в 134 километрах от Праги по азимуту 260° (западнее). Когда сработала сигнализация опасного сближения с землёй (ССОС), КВС-проверяющему пришлось снять маску, чтобы дать пилотам команду: Выводите из снижения, штурвал на себя, сейчас ударимся о землю. Вертикальная скорость самолёта была снижена до 8,5 м/с, затем экипаж попытался выпустить закрылки на 15°, но из-за отказа привода они не выпустились. Также были полностью открыты форточки, что позволило экипажу за счёт усиления вентиляции кабины лучше видеть приборную панель. Затем самолёт на высоте 200—150 метров вышел из облаков и экипаж увидел расположенную под ними местность, а затем выбрал для посадки вспаханное поле.

### Посадка, авария
В 15:21, через 13 минут и 20 секунд с момента первого сообщения о пожаре, летевший со скоростью 360—370 км/ч по курсу 255° горящий борт СССР-85664 пролетел над деревней Литич и приземлился на вспаханное поле шириной 1700 метров между деревнями Дубенец и Ноузов в районе Трутнов. С приподнятым носом авиалайнер мягко коснулся земли, после чего врезался в полутораметровую насыпь асфальтированной дороги; ехавший в это время по дороге автомобиль успел затормозить прямо перед самолётом и избежал столкновения. От удара носовую стойку шасси оторвало, лайнер подскочил вверх и врезался в идущие параллельно дороге провода ЛЭП, от удара от центроплана оторвались передняя и хвостовая части фюзеляжа и обе плоскости крыла. Передняя часть фюзеляжа совершила три оборота и остановилась примерно в 500 метрах от деревни Дубенец. Хвостовая часть находилась в 200 метров от неё.
Все 6 членов экипажа успели выбраться из кабины и отойти на безопасное расстояние; у КВС был перелом рёбер, у второго пилота — травма головы, а у штурмана — перелом ключицы. Прибывшие машины скорой помощи отвезли их в госпиталь в Яромерже, туда же вскоре были доставлены и остальные члены экипажа (бортинженер, бортоператор и КВС-проверяющий). В результате аварии выжили все 6 членов экипажа, самолёт разрушился на несколько частей и почти полностью сгорел, а груз (сигареты) был уничтожен. Небольшая уцелевшая часть груза была растащена местными жителями.
Шапки долой перед пилотами – это истинные профессионалыгазета Práce

## Показания очевидцев
Я ехал на велосипеде в свою деревню Ноузов. Услышал шипящий шум со свистом, вокруг никого не было, по дороге ехали легковые автомобили. Шум нарастал откуда-то с неба, и, внезапно, из облаков вывалилось что-то, оставляя за собой огненные следы. Наверное космический аппарат, подумал я. Это что-то непонятное пролетело над крайними домами, полого приближаясь к земле, пересекло мой путь. По носу и крыльям понял, что это самолёт, вся середина которого горела, пламя обнимало двигатели, видна была только верхняя часть хвоста. Я упал на землю в ожидании взрыва, через мгновение услышал скрежет с треском рвущегося металла и скоро всё стихло. Подняв голову, увидел горящее поле, с одной стороны горящий хвост, с другой кабину самолёта, из которой вылезали люди. Я побежал к ним.
— 

## Расследование
Бортовые самописцы не зафиксировали никаких сигналов о пожаре, а задымление и вовсе не фиксируется никакими датчиками. Фактически основным свидетельством пожара в полёте стали закопчённые вещи членов экипажа, а также хаотические движения авиалайнера в процессе снижения, характерные при дезориентации пилотов. Максимальное значение вертикальной скорости составляло 20 м/с, то есть аварийное снижение не применялось.
Согласно заключению комиссии, наиболее вероятно, что источник пожара был на бортовой кухне в центральной части фюзеляжа. Одна из коробок от вибрации при взлёте включила расположенный под столешницей тумблер электрической плиты и стоявшая прямо на плите коробка с сигаретами нагрелась, а затем воспламенилась, что и вызвало пожар.